# Louison Bobet
Loison Bobet (12. marts 1925 – 13. marts 1983), født i St. Meen le Grand var en fransk professionel cykelrytter. Han er en af kun otte cykelryttere, som har vundet Tour de France tre gange eller mere, og han var også den første til at vinde løbet tre år i træk – en bedrift han udførte fra 1953 til 1955. Han vandt også Tourens bjergkonkurrence i 1950.
Bobets exceptionelle karriere talte sejre i det franske mesterskab i landevejscykling (1950 og 51), Milano-San Remo (1951), Lombardiet Rundt (1951), Critérium International (1951 og 52), VM i landevejscykling (1954), Flandern Rundt (1955), Dauphiné Libéré (1955), Luxembourg Rundt (1955), Paris-Roubaix (1956) og Bordeaux-Paris (1959).
Bobet døde som relativt ung, kun en dag efter sin 58 års fødselsdag.